# Czerwończyk nieparek
Czerwończyk nieparek, czerwończyk większy (Lycaena dispar) – motyl dzienny z rodziny modraszkowatych. Gatunek objęty ochroną ścisłą, znajdujący się na Czerwonej liście zwierząt ginących i zagrożonych w Polsce (znajduje się wśród gatunków niższego ryzyka).

## Opis
Samiec: Skrzydła obu par pomarańczowe, z metalicznym połyskiem. Na skrzydle przednim ciemna plamka, na skrzydle tylnym brunatna przepaska i dość szeroka brunatna plama znajdująca się przy  wewnętrznym brzegu skrzydła.
Samica: Skrzydło przednie pomarańczowe z dwiema czarnymi plamkami pośrodku oraz rządkiem ciemnych plamek równoległym do brzegu bocznego skrzydła. Przepaska przy brzegu skrzydła szersza niż u samca, u samic dodatkowo występuje przyprószenie żyłek w okolicy brzegu skrzydła na brunatno. Skrzydło tylne brunatno-pomarańczowe z szeroką pomarańczową przepaską i kilkoma prześwitującymi czarnymi plamkami na środku skrzydła.

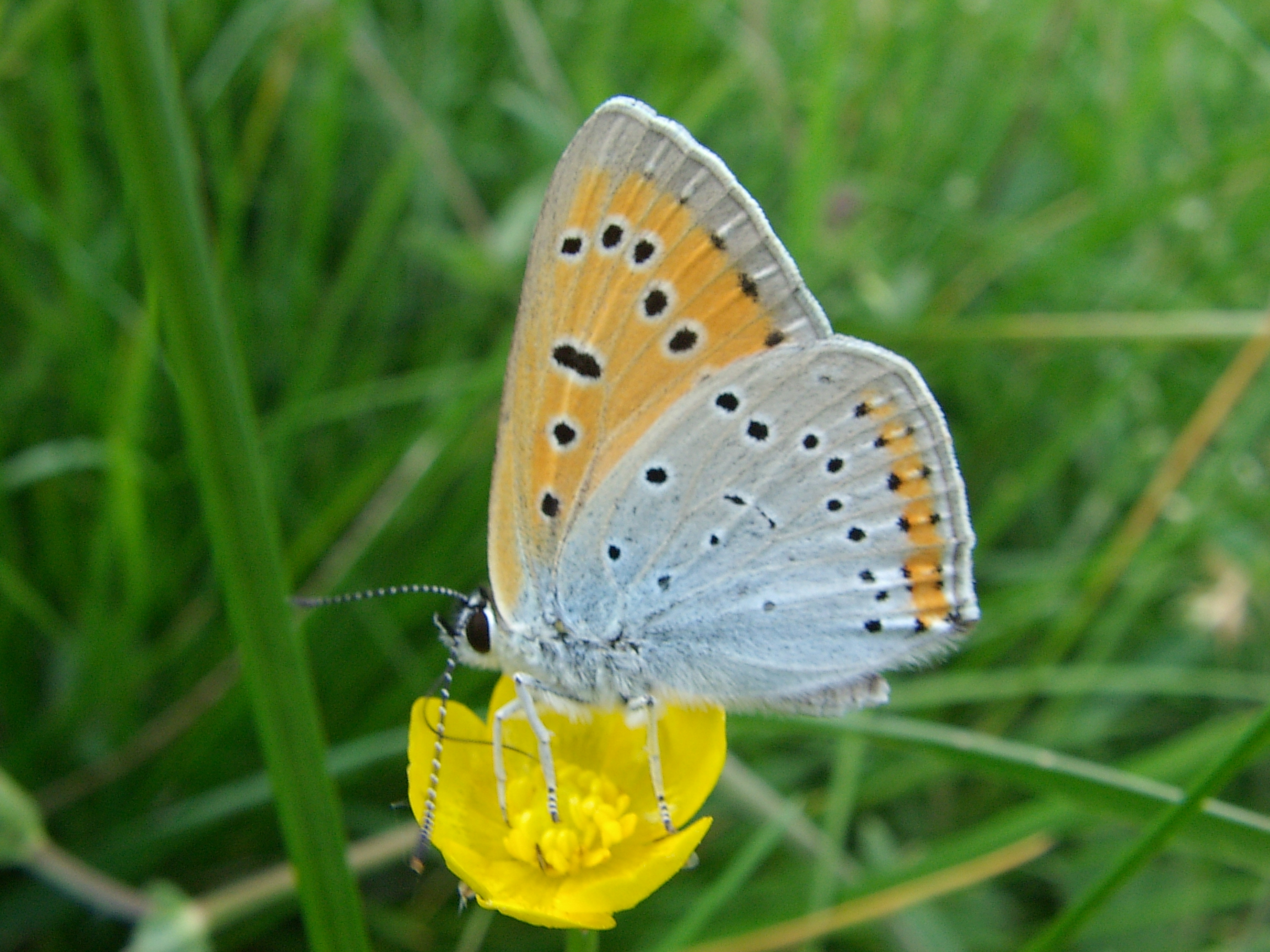
Dolna strona skrzydeł samicy

Spód skrzydeł: Tło skrzydła przedniego żółto-pomarańczowe. Na nim znajdują się czarne plamki ułożone w podobny sposób, jak na wierzchu skrzydła, dodatkowo występuje kilka plamek blisko krawędzi skrzydła. Brzeg skrzydła przedniego koloru szaro-pomarańczowego. Skrzydło tylne szaro-błękitne, zwłaszcza przy nasadzie. Na nim znajduje się kilka czarnych plamek w białej obwódce, rządek nieregularnych plamek czarnych w białej obwódce w okolicy brzegu oraz rozmyta pomarańczowa przepaska ograniczona z obu stron kilkoma czarnymi plamkami.
Skrzydła mają rozpiętość 30–45 mm.

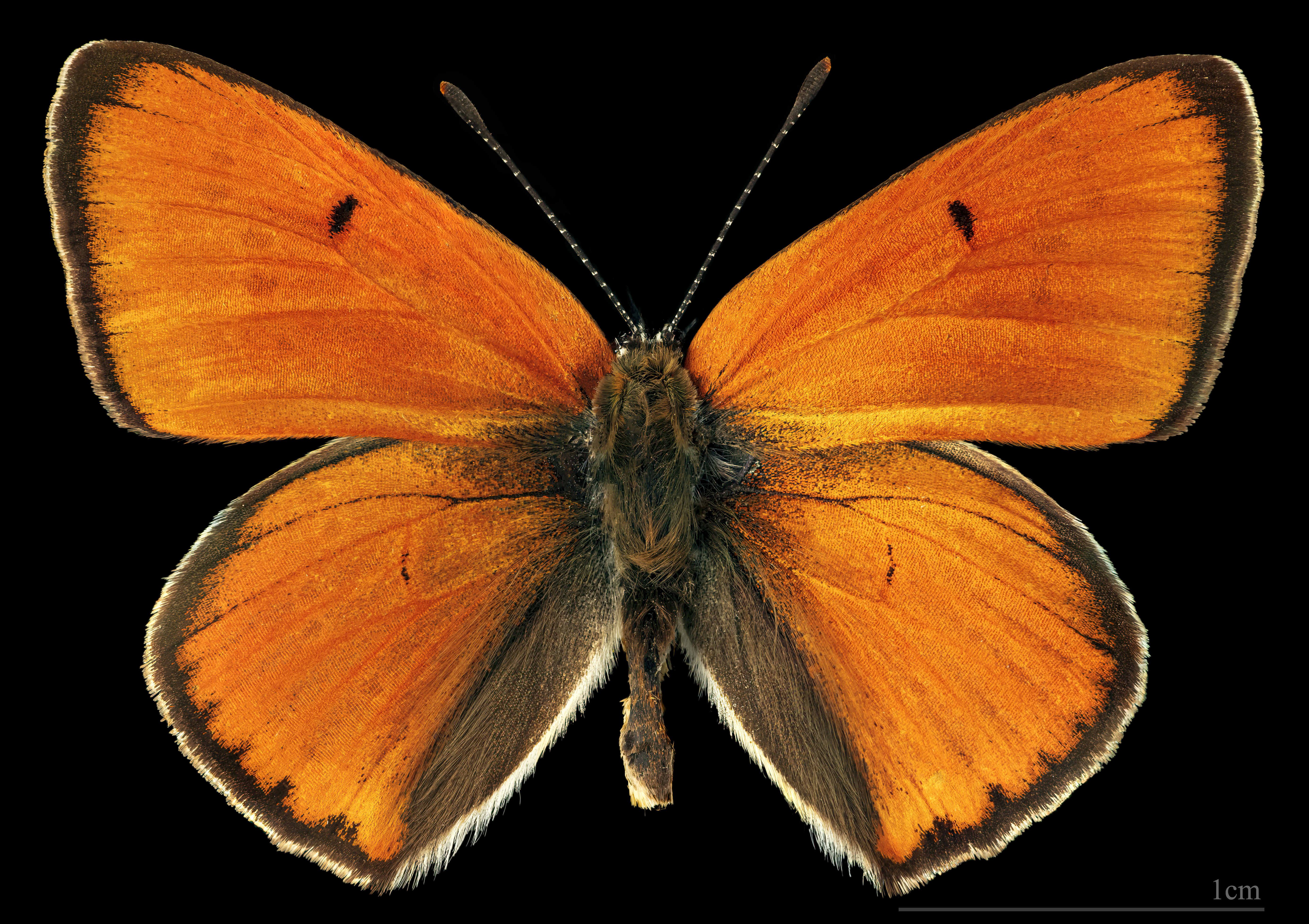
Lycaena dispar  ♂
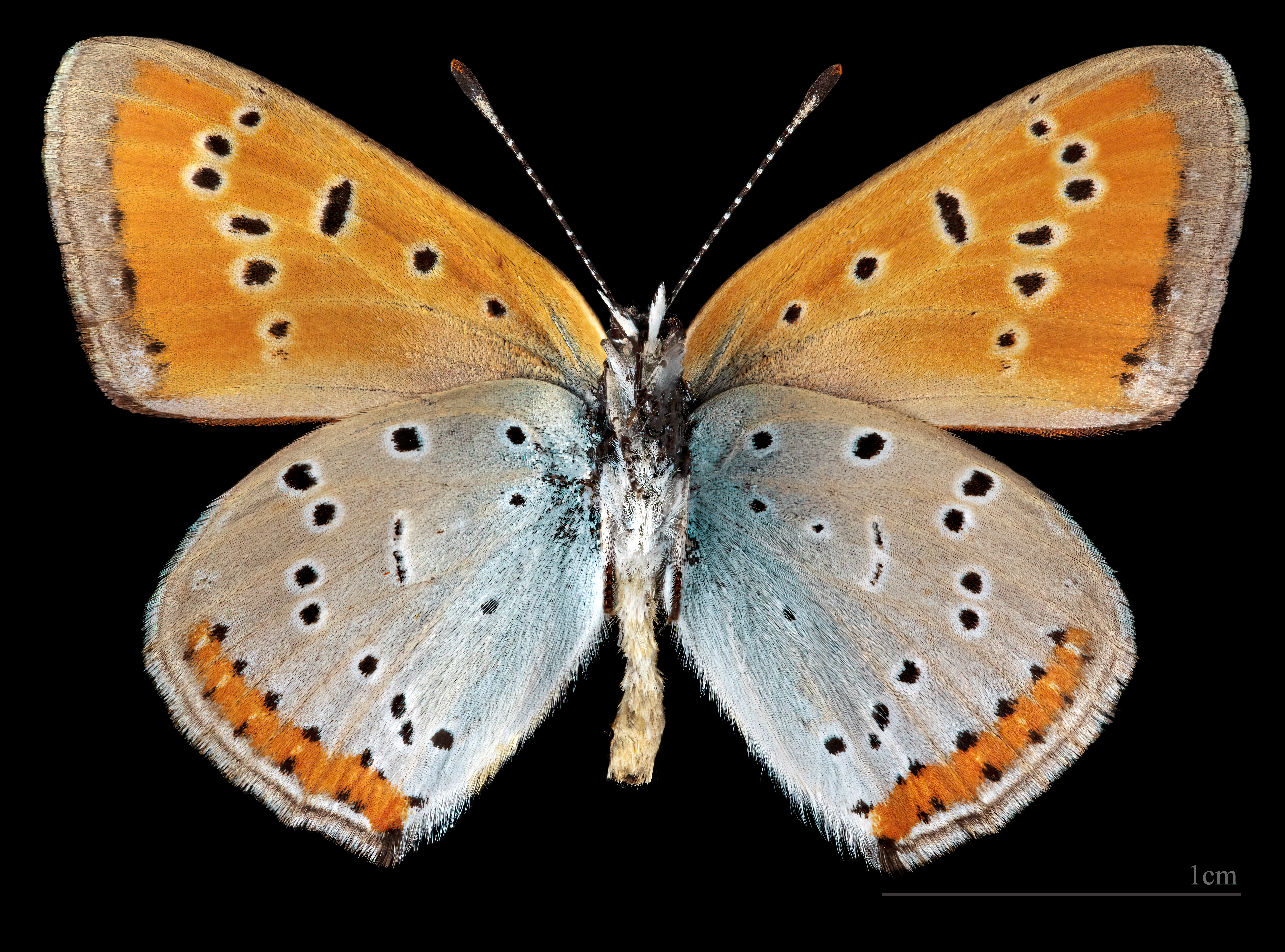
Lycaena dispar  ♂  △
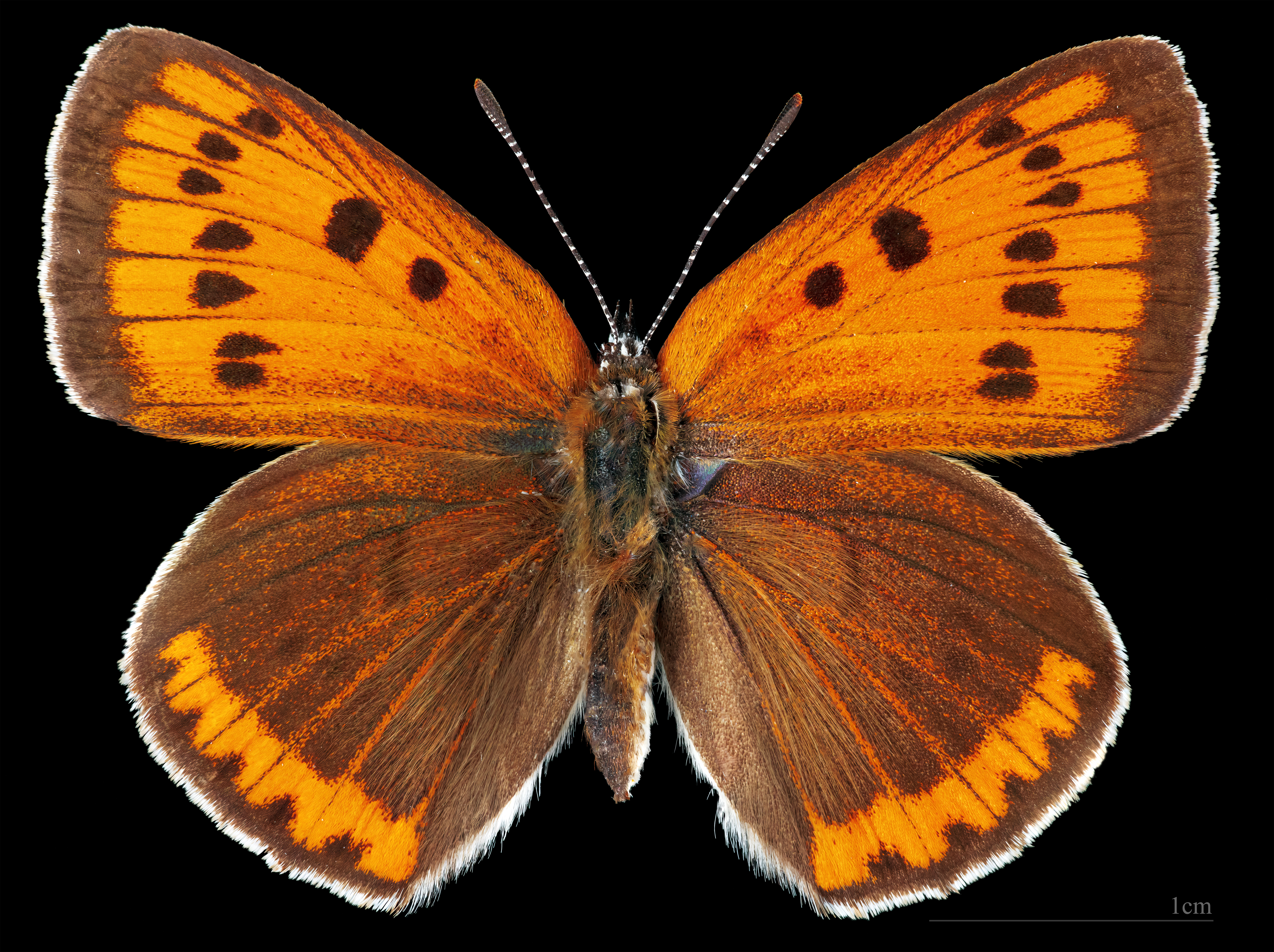
Lycaena dispar  ♀
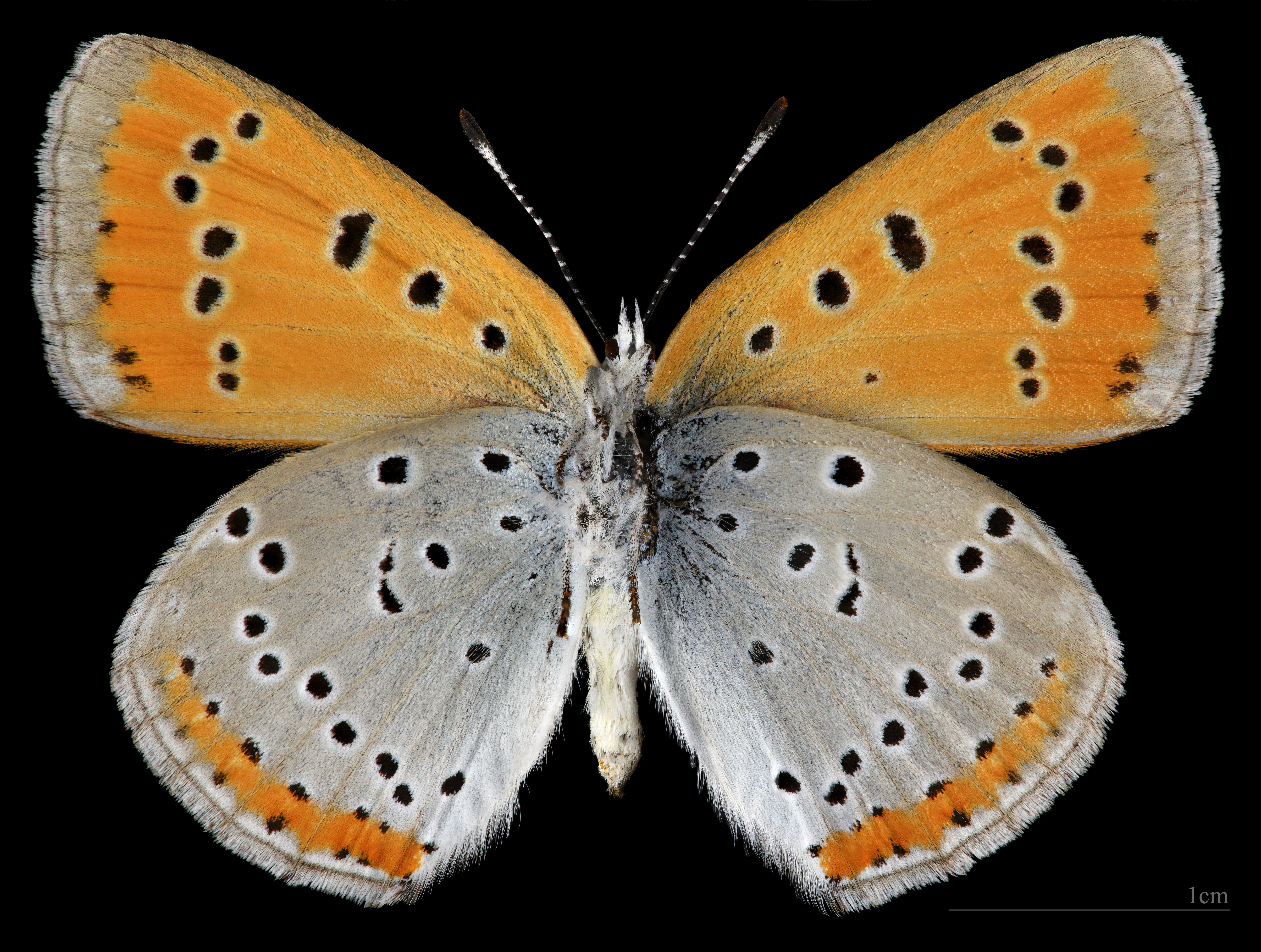
Lycaena dispar  ♀ △

## Występowanie
Motyl ten występuje skupiskowo praktycznie w całej Polsce, szczególnie w północno-wschodniej części kraju. Spotykany na wilgotnych łąkach, moczarach, w lasach łęgowych. Jest aktywny zwłaszcza przy ciepłej pogodzie.

## Cykl rozwojowy
Gąsienice wylęgają się z zimujących jaj wczesną wiosną. Żerują do początku czerwca, kiedy to przepoczwarczają się na roślinie żywicielskiej. Poczwarka jest koloru brunatnego. Wylęg dorosłych motyli następuje w drugiej dekadzie czerwca. Gąsienice czerwończyka nieparka wydzielają substancje, które eliminują atak mrówek. Zwabione mrówki nie tylko nie atakują gąsienic ale swoją obecnością odstraszają inne, potencjalne drapieżniki, groźne dla gąsienic. Larwy czerwończyka nieparka spotkać można w towarzystwie mrówki wścieklicy zwyczajnej (Myrmica rubra).